# Dave Brubeck: In His Own Sweet Way
Dave Brubeck: In His Own Sweet Way är en dokumentärfilm från 2010 om jazzpianisten Dave Brubeck. Den regisserades och producerades av Bruce Ricker med Clint Eastwood som exekutiv producent för den amerikanska TV-kanalen TCM för att fira Brubecks 90-årsdag. Den sändes på Brubecks födelsedag den 6 december 2010.